# Campionati mondiali di maratona canoa/kayak 2004
I Campionati mondiali di maratona canoa/kayak 2004 sono stati la 12ª edizione della manifestazione. Si sono svolti a Bergen, in Norvegia, il 31 luglio e il 1 agosto 2004.

## Medagliere
| Pos.   | Paese      | Oro | Argento | Bronzo | Totale |
| ------ | ---------- | --- | ------- | ------ | ------ |
| 1      | Ungheria   | 3   | 1       | 1      | 5      |
| 2      | Spagna     | 2   | 0       | 2      | 4      |
| 3      | Italia     | 1   | 0       | 0      | 1      |
| 4      | Portogallo | 0   | 2       | 0      | 2      |
| 4      | Danimarca  | 0   | 2       | 0      | 2      |
| 6      | Slovacchia | 0   | 1       | 0      | 1      |
| 7      | Sudafrica  | 0   | 0       | 1      | 1      |
| 7      | Francia    | 0   | 0       | 1      | 1      |
| 7      | Polonia    | 0   | 0       | 1      | 1      |
| Totale | Totale     | 6   | 6       | 6      | 18     |

## Podi

### Uomini
| Evento | Oro                                         | Perform. | Argento                             | Perform. | Bronzo                                    | Perform. |
| Canoa  |                                             |          |                                     |          |                                           |          |
| C-1    | Edvin Csabai                                | 3h07'51" | Radoslav Rus                        | 3h09'04" | Bertrand Hémonic                          | 3h09'51" |
| C-2    | Ungheria Edvin Csabai Attila Györe          | 2h54'07" | Portogallo Jose Sousa Nuno Barros   | 2h55'15" | Spagna Ramón Ferro Óscar Graña            | 2h57'06" |
| K-1    | Manuel Busto Fernández                      | 2h42'03" | Michael Kongsgaard                  | 2h42'04" | Shaun Rubenstein                          | 2h43'30" |
| K-2    | Spagna Manuel Busto Fernández Oier Aizpurua | 2h32'14" | Ungheria Istvan Salga Attila Jambor | 2h32'19" | Ungheria Viktor Szakaly Krisztian Szigeti | 2h32'27" |

### Donne
| Evento | Oro                                    | Perform. | Argento                                  | Perform. | Bronzo                          | Perform. |
| Canoa  |                                        |          |                                          |          |                                 |          |
| K-1    | Elisabetta Introini                    | 3h03'36" | Beatriz Gomes                            | 3h03'39" | Barbara Przybylska              | 3h03'40" |
| K-2    | Ungheria Berenike Faldum Linda Benedek | 2h50'16" | Danimarca Mette Barfod Anne Lolk Thomsen | 2h50'17" | Spagna Amaia Osaba Naiara Gomez | 2h50'36" |